# Nagydobos

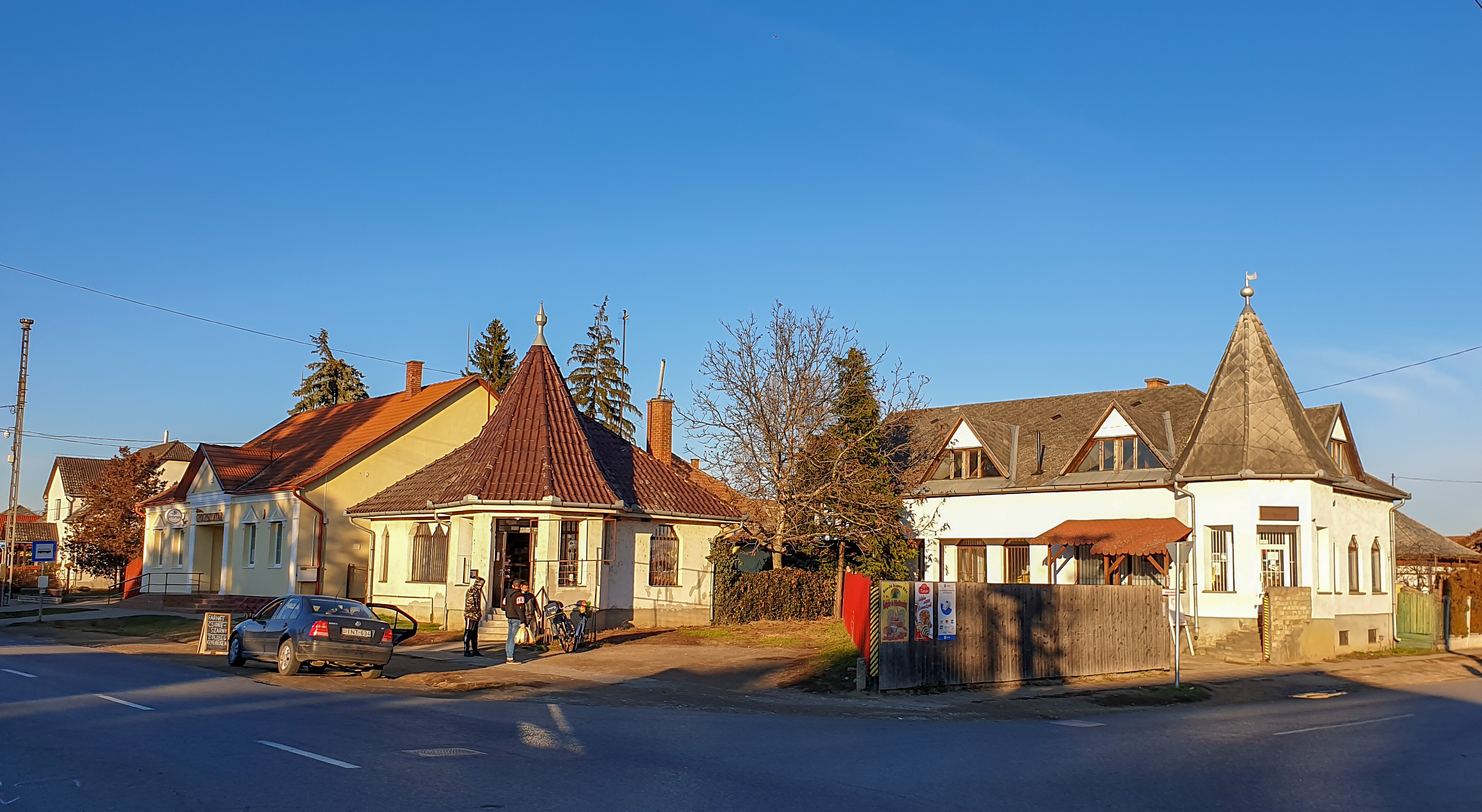
Nagydobosi utcarészlet

Nagydobos község Szabolcs-Szatmár-Bereg vármegyében, a Mátészalkai járásban.

## Fekvése
A Nyírség keleti csücskében, a Kraszna folyó bal partján helyezkedik el. Határában szelíd dombok és sík területek váltják egymást. Nyíregyházától 60 kilométerre északkeletre, Vásárosnaménytól 8 kilométerre délre, Mátészalkától 16 kilométerre északra fekszik.
A szomszédos települések: észak felől Vásárosnamény, északkelet felől Olcsva, kelet felől Szamosszeg, dél felől Ópályi, délnyugat felől Nyírparasznya, nyugat felől Pusztadobos, északnyugat felől pedig Perényitanya (Vásárosnamény különálló településrésze).

### Megközelítése
Vásárosnaménnyal és Mátészalkával egyaránt a 4117-es út köti össze, így ez a legfontosabb közúti elérési útvonala. Az ország távolabbi részei felől az M3-as autópályán közelíthető meg a leggyorsabban, de szintén csak e két város valamelyikének érintésével. Szamosszegre a 4118-as út vezet a településről.
Vonattal a Mátészalka–Záhony-vasútvonalon érhető el; Nagydobos megállóhely a belterület keleti szélén helyezkedik el, a 4118-as út vasúti keresztezésétől nem messze északra; közúti elérését az abból kiágazó 41 323-as számú mellékút teszi lehetővé.

## Története
A vármegye egyik legrégebbi településeként tartják számon, mely már 1219-ben említve van.
A Nyírség keleti peremén még a honfoglalás után megtelepedett lakosai gyepűőrök voltak, ahogy erről a falu foglalkozásnévből eredő (dobos) neve is  tanúskodik: valószínű, hogy ezek a közeli gyepű védelmével megbízott népek dobolással adtak hírt a közelgő ellenségről, a fenyegető veszedelemről.
A falu neve elsőként 1219-ben egy odavaló poroszló nevében tűnik fel, majd első írásos említése 1287-ből való.
A 13. század végén a Hontpázmány nemzetség régi birtokai között találjuk. 1287-ben IV. László király az ellene fellázadó Hontpázmány nembeli Kozma fiaitól (Páltól és testvérétől) elvette és a Balogsemjén nemzetség-beli Ubul fia Mihálynak és fiainak adományozta más birtokokkal együtt. 1296-ban a falunak már temploma volt, melyet Szent Márton tiszteletére építettek. Ez a mai falun kívülre esett, később rossz állapota miatt lebontották. 1294-1308 között a Hontpázmány és az Aba nemzetségbeliek között osztozkodás folyt az Aba ág leánynegyede miatt. A régi iratokban ekkor tűnt fel Várasdobos (a mai Pusztadobos) és a Hontpázmányok egykori lakóhelyét, Kokad várát is ekkor említették (castrum KOKOTH írásmóddal).
A település uraiként első ízben 1317-ben a Perényiek tűntek fel, majd egy birtokvita miatt 1404-ben kapott rá új adományt Perényi Gergely. A Perényiek kezén a település gyors fejlődésnek indult, 1421-ben már vásárjogot is kapott. 1945-ig fő birtokosának a Perényi család volt tekinthető, de mellettük a 18. századtól a gróf Károlyiak, és a Dessewffyek, a 19. század derekáig a báró Perényi és a Dessewffy családokon kívül a Péchy, a Bogcha és a Lónyay, majd a Perényiek mellett a Dessewffy birtokokat öröklő Jármy, ill. a Luby, a Péchy és a Dienes családok.

## Közélete

### Polgármesterei
- 1990–1994: Balogh József (független)[4]
- 1994–1998: Balogh József (független)[5]
- 1998–2002: Balogh József (független)[6]
- 2002–2006: Fonalka István Sándor (független)[7]
- 2006–2010: Balogh József (független)[8]
- 2010–2012: Fonalka István Sándor (független)[9]
- 2012–2014: Kovács Gábor (független)[10][11]
- 2014–2019: Kovács Gábor (Fidesz-KDNP)[12]
- 2019–2024: Kovács Gábor (Fidesz-KDNP)[13]
- 2024– : Kovács Gábor (Fidesz-KDNP)[1]

A településen 2012. december 2-án időközi polgármester-választást (és képviselő-testületi választást) tartottak, az előző képviselő-testület önfeloszlatása miatt. A választáson a hivatalban lévő polgármester is elindult, de alulmaradt egyetlen kihívójával szemben.

## Népesség
A település népességének változása:
| Lakosok száma | 2142 | 2179 | 2222 | 2262 | 2119 | 2111 | 2053 |
|               | 2013 | 2014 | 2015 | 2021 | 2022 | 2023 | 2024 |

2001-ben a település lakosságának 84,5%-a magyar, 15,5%-a cigány nemzetiségűnek vallotta magát.
A 2011-es népszámlálás során a lakosok 90,8%-a magyarnak, 15,1% cigánynak mondta magát (9,2% nem nyilatkozott; a kettős identitások miatt a végösszeg nagyobb lehet 100%-nál). A vallási megoszlás a következő volt: római katolikus 4,1%, református 55,6%, görögkatolikus 16%, felekezeten kívüli 8,6% (13,1% nem válaszolt).
2022-ben a lakosság 95,4%-a vallotta magát magyarnak, 5,9% cigánynak, 0,2% ukránnak, 0,1-0,1% németnek, bolgárnak, ruszinnak, szlováknak és szlovénnek, 0,7% egyéb, nem hazai nemzetiségűnek (4,6% nem nyilatkozott; a kettős identitások miatt a végösszeg nagyobb lehet 100%-nál). Vallásuk szerint 2,5% volt római katolikus, 39,1% református, 12,2% görög katolikus, 1,4% egyéb keresztény, 3,2% felekezeten kívüli (41,2% nem válaszolt).

## Nevezetességei
- Perényi-kastély: 1808-ban épült a Perényi család által épült klasszicista stílusú, eklektikus díszítésű, elnyújtott alaprajzú kastély.
- A közelébe eső dombon magasodik a Perényi Péter építtette római katolikus kápolna, mely 1868-ban épült késő romantikus stílusban, neogótikusan berendezve. A kápolnában lévő oltárképet Jakoby Károly festette, az építtető mellszobrát Kallós Endre alkotta.
- A község főutcáján álló református templomot 1894-ben kezdték építeni, de csak 1903-ban sikerült befejezni.
- A közelében álló görögkatolikus templomot 1813 és 1872 között építették.
- Nagydobos nevezetességei között található még a világhírű nagydobosi sütőtök is, mely  kiváltképp az 1920-as és az 1930-as években a település meghatározó terménye volt.
- 1998 óta minden év szeptemberében megrendezik a Nemzetközi Sütőtökfesztivált. Minden évben felhívást tesznek közzé az országban található „legnagyobb tök” címért. Az eddigi legnagyobb példányok jóval meghaladták az egy mázsát. Az első évek súlyrekordja például a 116 kg-ot is elérte. A tökfesztiválra ellátogatók legnagyobb csodálatát az vívja ki, hogy mi mindenféle készíthető tökből: többek között dísztárgyak garmadája, játékok stb. De érdemes megkóstolni a tökből készített ételeket, italokat is (pl. tökös lapcsánka, tökös-mákos rétes, tökbólé stb.). A fesztiválon van tökszobor-kiállítás, tökváltó verseny, töklámpás felvonulás és a gyermekeknek tökbábszínház is.

## Ismert személyek

### Itt születtek, itt éltek
- Fodor György (Nagydobos, 1836. – Szatmárnémeti, ?) levéltáros
- Sereghy András (Nagydobos, 1893. december 14. – Ungvár, 1950. június 16.) görögkatolikus parókus
- Balogh József (Nagydobos, 1919–Nagydobos, 1977) mezőgazdász, politikus, országgyűlési képviselő
- Törő István (Nagydobos, 1949. –) író, költő, újságíró, mezőgazdász

## Tökfesztivál

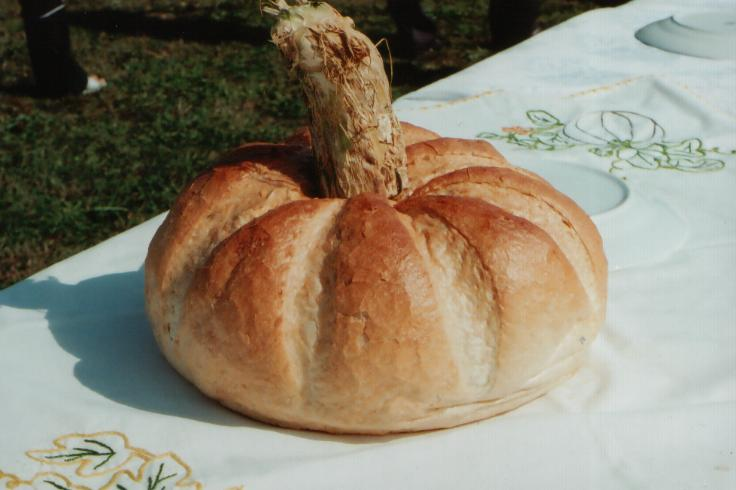
Kenyértök
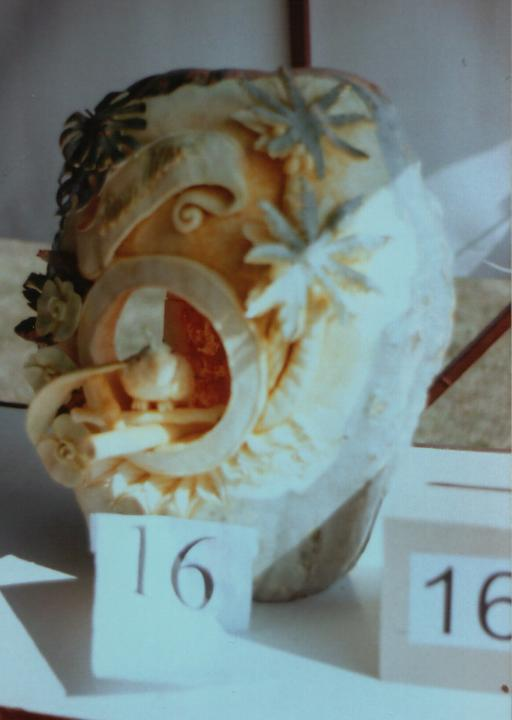
A tökszobrász verseny egyik darabja
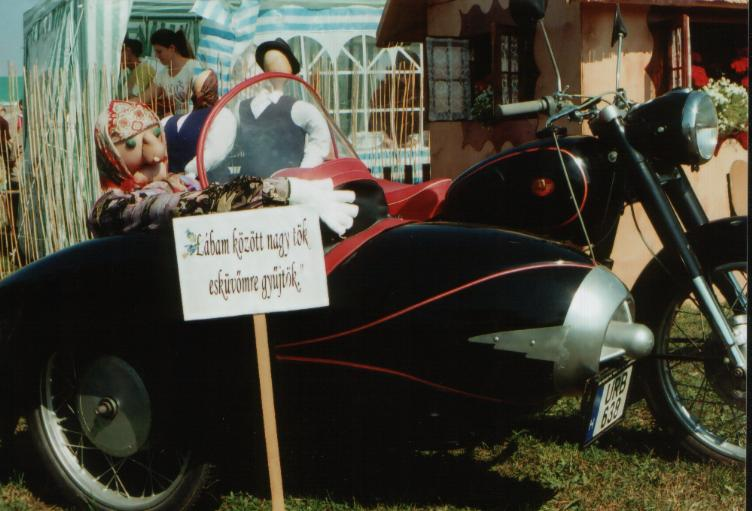
2009, Nagydobos
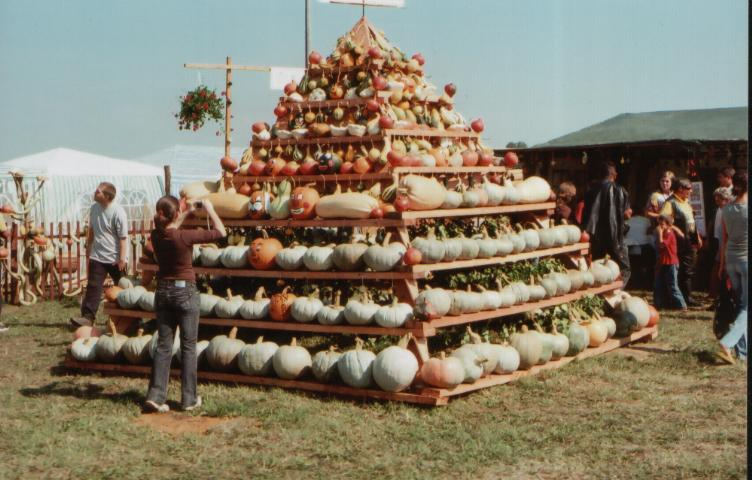
Piramis tökből
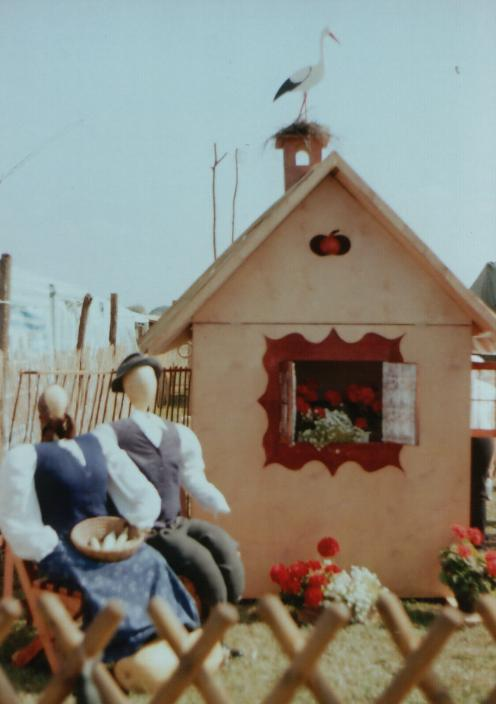
Játszóház a gyermekeknek
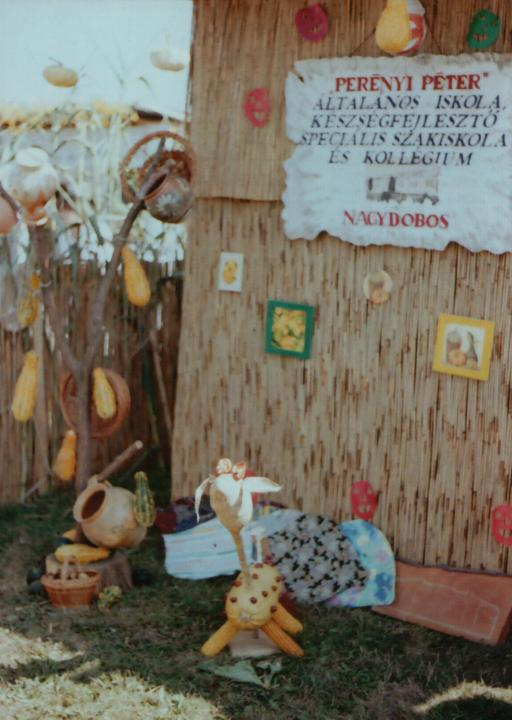
A nagydobosi iskolások művei
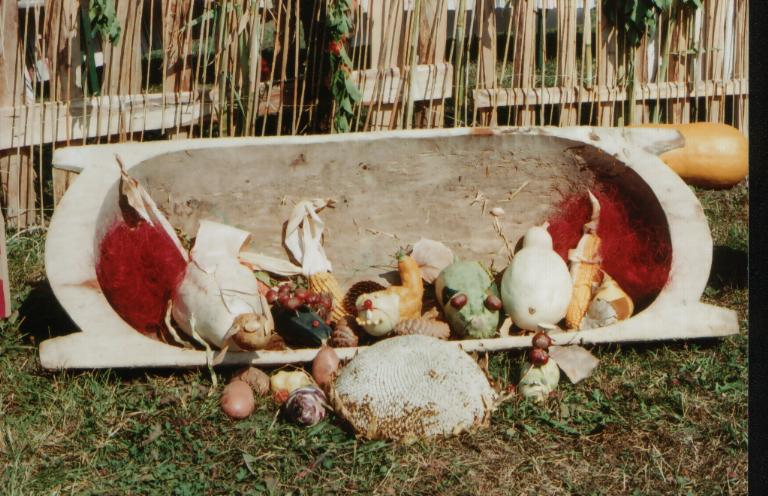
Nagydobos, 2009
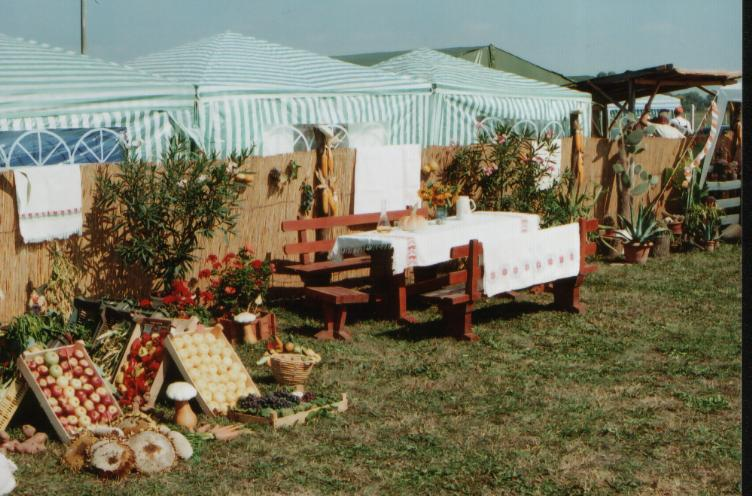
A fesztivál egy részlete
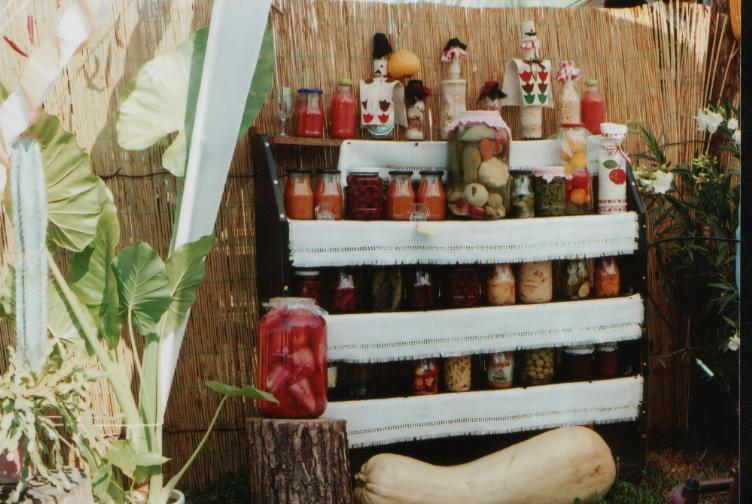
Tökből készült befőttek, savanyúságok, lekvárok
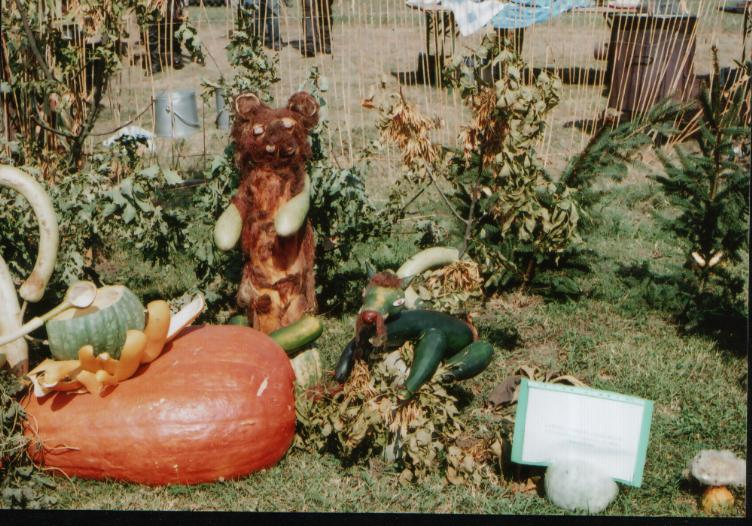
Mesejelenetek figurái tökből
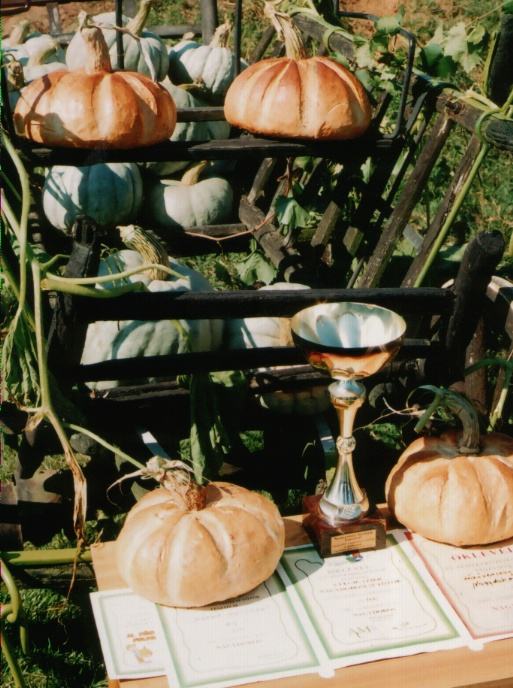
A tökfesztivál oklevelei